# 吉田伸之
吉田 伸之（よしだ のぶゆき、1947年7月 - ）は、日本近世史学者。学位は、博士（文学）（東京大学・1992年）（学位論文「近世巨大都市の社会構造」）。東京大学名誉教授。史学会理事長を歴任。

## 人物
1970年代から近世都市史研究を行う。江戸を中心とした社会構造と空間構造を対象とし、90年代以降には塚田孝とともに近世社会を構成する諸集団に着目した身分的周縁論を展開しているほか、近世史のみならず古代から近代に至る都市史研究者との共同研究も行っている。

## 略歴
- 1966年 都立日比谷高校卒業
- 1972年3月 東京大学文学部卒業
- 1975年3月 東京大学大学院人文科学研究科修士課程修了
- 1975年4月 東京大学文学部助手
- 1979年4月 千葉大学教育学部専任講師
- 1981年1月 千葉大学教育学部助教授
- 1985年4月 東京大学文学部助教授
- 1993年11月 東京大学文学部教授
- 1995年4月 東京大学大学院人文社会系研究科教授
- 2012年 定年退任、名誉教授

## 著書
- 『近世巨大都市の社会構造』（東京大学出版会） 1991
- 『近世都市社会の身分構造』（東京大学出版会） 1998
- 『巨大城下町江戸の分節構造』（山川出版社） 2000
- 『成熟する江戸』（講談社、日本の歴史17） 2002、のち講談社学術文庫
- 『身分的周縁と社会 = 文化構造』（部落問題研究所） 2003
- 『21世紀の「江戸」』（山川出版社、日本史リブレット）2004
- 『伝統都市・江戸』（東京大学出版会） 2012
- 『都市 江戸に生きる』（岩波新書、シリーズ日本近世史4） 2015

### 共編著
- 『日本都市史入門』1 - 3（高橋康夫共編、東京大学出版会） 1989 - 1990
  1. 「空間」
  2. 「町」
  3. 「人」
- 『商人と流通 近世から近代へ』（高村直助共編、山川出版社） 1992
- 『都市の時代』（中央公論社、日本の近世9） 1992
- 『都市と商人・芸能民 中世から近世へ』（五味文彦共編、山川出版社） 1993
- 『近世房総地域史研究』（渡辺尚志共編、東京大学出版会） 1993
- 『武家屋敷 空間と社会』（宮崎勝美共編、山川出版社） 1994
- 『近世の社会集団 由緒と言説』（久留島浩共編、山川出版社） 1995
- 『近世の社会的権力 権威とヘゲモニー』（久留島浩共編、山川出版社） 1996
- 『境界の日本史』（村井章介, 佐藤信共編、山川出版社） 1997
- 『浮世絵を読む』1 - 6（浅野秀剛共編、朝日新聞社） 1997 - 1998
  1. 「春信」
  2. 「歌麿」
  3. 「写楽」
  4. 「北斎」
  5. 「広重」
  6. 「国芳」
- 『商いの場と社会』（吉川弘文館、シリーズ近世の身分的周縁） 2000
- 『都市社会史』（佐藤信共編、山川出版社、新体系日本史） 2001
- 『近世大坂の都市空間と社会構造』（塚田孝共編、山川出版社） 2001
- 『水産の社会史』（後藤雅知共編、山川出版社） 2002
- 『大江戸日本橋絵巻 「煕代勝覧」の世界』（浅野秀剛共編、講談社） 2003
- 『流通と幕藩権力』（山川出版社、史学会シンポジウム叢書） 2004
- 『水辺と都市』（伊藤毅共編、山川出版社、別冊都市史研究） 2005
- 『江戸の広場』（長島弘明, 伊藤毅共編、東京大学出版会） 2005
- 『史料を読み解く2』（森下徹共編、山川出版社） 2006
- 『寺社をささえる人びと』（吉川弘文館, 身分的周縁と近世社会）2007
- 『パリと江戸 伝統都市の比較史へ』（高澤紀恵, アラン・ティレ共編、山川出版社、別冊都市史研究） 2009
- 『伝統都市』全4巻（伊藤毅共編、東京大学出版会） 2010
  1. 「イデア」
  2. 「権力とヘゲモニー」
  3. 「インフラ」
  4. 「分節構造」
- 『山里の社会史』（後藤雅知共編、山川出版社、史学会シンポジウム叢書） 2010
- 『近世の地域と中間権力』（志村洋共編、山川出版社、史学会シンポジウム叢書） 2011
- 『伝統都市を比較する 飯田とシャルルヴィル』（高澤紀恵, フランソワ=ジョゼフ・ルッジウ, ギヨーム・カレ共編、山川出版社） 2011 別冊都市史研究
- 『身分的周縁と地域社会』（塚田孝共編、山川出版社、史学会シンポジウム叢書） 2013
- 『三都と地方都市』（佐賀朝共編、吉川弘文館、シリーズ遊廓社会） 2013

## 参考
- 10 日本史学 教授 吉田 伸之 YOSHIDA, Nobuyuki ほか） 2022年9月閲覧